# One Love in My Lifetime
«One Love in My Lifetime» (с англ. — «Единственная любовь в моей жизни») — песня, записанная американской певицей Дайаной Росс для одноимённого альбома 1976 года. Песню написали Лоуренс Браун, Леонард Перри и Терри Макфаддин, продюсером стал Браун, аранжировщик Уэйд Маркус.
Песня была выключена заключительным синглом с альбома в августе 1976 года. На вторую сторону издатели поместили «Smile», кавер-версию песни Чарли Чаплина из фильма «Новые времена». Сингл поднялся до 25-го места в «горячей стоне» журнала Billboard и 10-го места в чарте Hot Soul Singles.

## Отзывы критиков
В журнале Cash Box написали: «Это довольно разумный номер, который является логическим продолжением „Love Hangover“. Он демонстрирует ещё одну грань таланта мисс Росс. Припев — это сильная связка, в музыке много текстуры, а ближе к концу мы находим отличный вокальный компромисс. Кажется, этот проект попал прямо в цель, и цель эта — вершина».

## Список композиций
7" сингл
A. «One Love in My Lifetime» — 3:39
B. «Smile» — 2:55

## Чарты

### Еженедельные чарты
| Хит-парад (1976)                         | Высшая позиция |
| ---------------------------------------- | -------------- |
| Канада (RPM Top 100 Singles)             | 24             |
| Нидерланды (Dutch Single Tip)            | 22             |
| США (Billboard Hot 100)                  | 25             |
| США (Billboard Hot Soul Singles)         | 10             |
| США (Billboard Top Easy Listening)       | 31             |
| США (Cash Box Top 100 Singles)           | 34             |
| США (Cash Box Top 100 R&B)               | 16             |
| США (Record World The Singles Chart)     | 37             |
| США (Record World The R&B Singles Chart) | 11             |

### Годовые чарты
| Хит-парад (1976)             | Позиция |
| ---------------------------- | ------- |
| Канада (RPM Top 200 singles) | 173     |